# Метод характеристик
Метод характеристик — метод решения дифференциальных уравнений в частных производных. Обычно применяется к решению уравнений в частных производных первого порядка, но он может быть применён и к решению гиперболических уравнений более высокого порядка.

## Принцип
Метод заключается в приведении уравнения в частных производных к семейству обыкновенных дифференциальных уравнений.
Для этого требуется найти кривые (именуемые характеристиками), вдоль которых уравнение в частных производных превращается в обыкновенное дифференциальное уравнение.
Как только найдены обыкновенные дифференциальные уравнения, их можно решить вдоль характеристик и найденное решение превратить в решение исходного уравнения в частных производных.

## Примеры

### Квазилинейное уравнение на плоскости
Рассмотрим следующее квазилинейное уравнение относительно неизвестной функции {\displaystyle u(x,y)}
{\displaystyle a(x,y,u)\cdot u_{x}+b(x,y,u)\cdot u_{y}=c(x,y,u).}
Рассмотрим поверхность {\displaystyle z=u(x,y)} в {\displaystyle \mathbb {R} ^{3}}.
Нормаль к этой поверхности задается выражением
{\displaystyle (u_{x}(x,y),u_{y}(x,y),-1).}
В результате получим, что уравнение эквивалентно геометрическому утверждению о том, что векторное поле
{\displaystyle (a(x,y,z),b(x,y,z),c(x,y,z))}
является касательным к поверхности {\displaystyle z=u(x,y)} в каждой точке.
В этом случае уравнения характеристик могут быть записаны в виде:
{\displaystyle {\frac {dx}{a(x,y,z)}}={\frac {dy}{b(x,y,z)}}={\frac {dz}{c(x,y,z)}},}
или же, если x(t), y(t), z(t) суть функции параметра t:
{\displaystyle {\begin{array}{rcl}{\frac {dx}{dt}}&=&a(x,y,z)\\{\frac {dy}{dt}}&=&b(x,y,z)\\{\frac {dz}{dt}}&=&c(x,y,z).\end{array}}}
То есть поверхность {\displaystyle z=u(x,y)} образована однопараметрическим семейством описанных кривых.
Такая поверхность полностью задаётся одной кривой на ней трансверсальной к векторному полю {\displaystyle (a,b,c)}.

### Уравнение переноса
Рассмотрим частный случай уравнения выше, так называемое уравнение переноса (возникает при решении задачи о свободном расширении газа в пустоту):
{\displaystyle a\cdot u_{x}+u_{t}=0}
где {\displaystyle a} постоянная, а {\displaystyle u} — функция переменных {\displaystyle x} и {\displaystyle t}.
Нам бы хотелось свести это дифференциальное уравнение в частных производных первого порядка к обыкновенному дифференциальному уравнению вдоль соответствующей кривой, то есть получить уравнение вида
{\displaystyle {\frac {d}{ds}}u(x(s),t(s))=F(u,x(s),t(s))},
где {\displaystyle (x(s),t(s))} — характеристика.
Вначале мы устанавливаем
{\displaystyle {\frac {d}{ds}}u(x(s),t(s))={\frac {\partial u}{\partial x}}{\frac {dx}{ds}}+{\frac {\partial u}{\partial t}}{\frac {dt}{ds}}}
Теперь, если положить {\displaystyle {\frac {dx}{ds}}=a} и {\displaystyle {\frac {dt}{ds}}=1}, получим
{\displaystyle a{\frac {\partial u}{\partial x}}+{\frac {\partial u}{\partial t}}}, что является левой частью уравнения переноса, с которого мы начали. Таким образом,
{\displaystyle {\frac {d}{ds}}u=a{\frac {\partial u}{\partial x}}+{\frac {\partial u}{\partial t}}=0.}
Как видно, вдоль характеристики {\displaystyle (x(s),t(s))} исходное уравнение превращается в ОДУ {\displaystyle u_{s}=F(u,x(s),t(s))=0}, которое говорит о том, что вдоль характеристик решение постоянное. Таким образом, {\displaystyle u(x_{s},t_{s})=u(x_{0},0)}, где точки {\displaystyle (x_{s},t_{s})} и {\displaystyle (x_{0},0)} лежат на одной характеристике. Видно, что для нахождения общего решения достаточно найти характеристики уравнения, решая следующую систему ОДУ:
- {\displaystyle {\frac {dt}{ds}}=1}, при {\displaystyle t(0)=0} решение — {\displaystyle t=s},
- {\displaystyle {\frac {dx}{ds}}=a}, при {\displaystyle x(0)=x_{0}} решение — {\displaystyle x=as+x_{0}=at+x_{0}},
- {\displaystyle {\frac {du}{ds}}=0}, при {\displaystyle u(0)=f(x_{0})} решение — {\displaystyle u(x(t),t)=f(x_{0})=f(x-at)}.

В нашем случае, характеристики — это семейство прямых с наклоном {\displaystyle a}, и решение {\displaystyle u} остается постоянным вдоль каждой из характеристик.

## Постановка задачи Коши
Для выбора частного решения из общего необходимо поставить задачу Коши, как и в случае обыкновенных дифференциальных уравнений. Начальное условие задается на начальной гиперповерхности S:
{\displaystyle u|_{S}=f(x)}

В общем случае почти невозможно сформулировать условие глобальной разрешимости задачи Коши, однако если ограничиться условием локальной разрешимости, можно воспользоваться следующей теоремой:
Решение задачи Коши в окрестности точки {\displaystyle x_{0}\in S} существует и единственно, если проходящая через {\displaystyle x_{0}} характеристика трансверсальна поверхности S